# Smålands runinskrifter 152
Smålands runinskrifter 152 är fyra vikingatida runstensfragment som påträffades i en åker i Sinnerstad, Mörlunda socken och Hultsfreds kommun. Fyndplatsen ligger knappt ett par kilometer nordväst om Mörlunda kyrka. Runstensfragmenten har sammanfogats med betong och Sm 152 är sedan 1944 rest utanför kyrkan. Den sammanfogade stenen är 1,83 meter hög och 1,13 meter bred. Runhöjden är 16 centimeter.

## Inskriften
Translitterering av runraden:
...fi · karþ... ... [afti × hk]rulf × faþur sin [uk asr ×] uk · ikir
Normalisering till runsvenska:
... gærð[i](?) ... æftiʀ Hæriulf(?), faður sinn, ok Assur/Asu ok Ingigærði/Ingigærðr.
Översättning till nusvenska:
... gjorde ... efter Härjulv(?), sin fader, och Assur/Åsa och Ingegerd.